# Еритрејско-етиопски рат
Еритрејско-етиопски рат био је оружани сукоб између Еритреје и Етиопија који је трајао од 1998. до 2000. године. Разлог рата био је конфликт око границе између новопризнате државе Еритреје и Етиопије и супротности из грађанског рата који је завршен 1991. године.

## Историјат сукоба
Организација уједињених нација одлучили је 1950. да бивша италијанска колонија Еритреја треба да уђе у федерацију с Етиопијом.
Обје државе би имале исти статус у федерацији, с изузетком да би Етиопија преузела одбрану и спољну политику земље. Федерација је од самог почетка била пуна несугласица. Еритреја је у то време била економски и политички најразвијенија област Африке јужно од Сахаре и требало је да се уједини са феудалном царском Етиопијом.
Обе стране су сматрале ситуацију неодрживом. Еритрејске партије и синдикати су демонстрирали 1950-их против етиопског непоштовања федералног устава. Између осталог дошло је до забране еритрејске заставе, Етиопија је почела да опорезује Еритрејце, зарада из еритрејских лука је ишла у етиопски део федерације, а кориштење еритрејског језика било је ограничено у корист званичног етиопског језика.
Етиопски цар, Хајле Селасије, одговорио је 1962. на протесте анексијом Еритреје која је тако постала провинција у Етиопији.
Већ 1961. избила је оружана побуна у Еритреји због етиопских ограничења. То је био почетак 30-годишњег ослободилачког рата који је трајао до маја 1991. и који је био најдужи рат у историји Африке.
Око 65 000 еритрејских војника погинуло је у борбама као и десетине хиљада цивила. То је оставило велике последице на земљу која је имала око 3,5 милиона становника. Број погинулих и повређених етиопских војника је непознат, али претпоставља се да се ради о неколико стотина хиљада.

## Рат
Током 1998. дошло је до погоршања односа између ове две државе. У области око насеља Бадме, започеле су оружане борбе у јесен 1998. године. Обе државе су појачале војну присутност у области. Касније 1998. долази до појачаних ратних сукоба на више фронтова, с ваздушним нападима на циљеве далеко иза фронта.
Сукоб је прерастао у рововски рат. У офанзиви у фебруару 1999. етиопске снаге су заузеле Бадме. У мају 2000, Етиопија је започела велику офанзиву прешавши преко граничне реке Мареб. На средишњици фронта дошло је до повлачења еритрејских снага. Као последица овога Еритреја је извршила окупацију великих делова Еритреје. Обе стране су напослетку постигле договор о примирју. У децембру 2000. потписан је мировни споразум у Алжиру.

## Последице рата
Претпоставља се да је у рату погинуло најмање 100.000 војника, 19.000 еритрејских војника и непознат број етиопских. Етиопија није никада објавила званичан број погинулих. Осим тога Етиопија је окупирала четвртину Еритреје, уништила велики део еритрејске инфраструктуре а око 500.000 Еритрејаца постали су бескућници. Уједињене нације и САД су успели да успоставе примирје, а зараћене стране су потписале мировни споразум. Одлучено је да Мировне снаге Уједињених нација патролишу граничним појасом дуж етиопско-еритрејске границе. Успостављена је демилитаризована зона од 25 км на еритрејској страни границе, град Бадме је требало да припадне Еритреји, док је Етиопија требало да плати ратну одштету.
Етиопија и даље одбија да напусти спорне области, иако је Интернационални суд у Хагу потврдио да оне припадају Еритреји и наставља окупацију нпр. Бадмеа.
Етиопија стално оптужује Еритреју да подржава неке исламске милитантне групе у Сомалији, попут Ел-Шабаба.